# Wijken en buurten in Uden
Nederlandse gemeentes zijn voor statistische doeleinden onderverdeeld in wijken en buurten. De gemeente Uden (CBS-codering GM0856) is verdeeld in de volgende statistische wijken:
- Wijk 01 Uden (CBS-codering: WK085601)
- Wijk 02 Volkel (CBS-codering: WK085602)
- Wijk 03 Odiliapeel (CBS-codering: WK085603)

Een statistische wijk kan bestaan uit meerdere buurten. Onderstaande tabel geeft de buurtindeling met kentallen volgens het Centraal Bureau voor de Statistiek, kerncijfers wijken en buurten 2016, gewijzigd 18 november 2016:
| CBS-buurtcode | Buurtnaam                  | Inwonertal | Opp. totaal (ha) | Opp. land (ha) | Ligging                |
| ------------- | -------------------------- | ---------- | ---------------- | -------------- | ---------------------- |
| BU08560101    | Centrum                    | 3260       | 70               | 70             | Locatie in de gemeente |
| BU08560102    | Bogerd-Vijfhuis            | 2585       | 50               | 50             | Locatie in de gemeente |
| BU08560103    | Moleneind-Groenewoud       | 1435       | 57               | 57             | Locatie in de gemeente |
| BU08560104    | Flatwijk                   | 960        | 8                | 8              | Locatie in de gemeente |
| BU08560105    | Bitswijk                   | 4030       | 78               | 78             | Locatie in de gemeente |
| BU08560106    | Hoevenseveld               | 2400       | 55               | 55             | Locatie in de gemeente |
| BU08560107    | Schutveld                  | 1165       | 30               | 30             | Locatie in de gemeente |
| BU08560108    | Buurtschap Hoeven          | 225        | 42               | 42             | Locatie in de gemeente |
| BU08560109    | Hoeven                     | 1960       | 61               | 61             | Locatie in de gemeente |
| BU08560110    | Melle                      | 4225       | 84               | 83             | Locatie in de gemeente |
| BU08560111    | Raam                       | 2965       | 56               | 56             | Locatie in de gemeente |
| BU08560112    | Sportpark Volkelseweg      | 70         | 48               | 46             | Locatie in de gemeente |
| BU08560113    | Zoggel                     | 3660       | 100              | 100            | Locatie in de gemeente |
| BU08560114    | Vluchtoord                 | 85         | 34               | 34             | Locatie in de gemeente |
| BU08560115    | Loopkant-Liessent-Goorkens | 370        | 251              | 249            | Locatie in de gemeente |
| BU08560116    | Hoenderbos-Velmolen        | 4245       | 129              | 128            | Locatie in de gemeente |
| BU08560117    | Eikenheuvel                | 630        | 101              | 101            | Locatie in de gemeente |
| BU08560196    | Buitengebied Uden-Oost     | 175        | 296              | 290            | Locatie in de gemeente |
| BU08560197    | Buitengebied Uden-Zuid     | 255        | 393              | 391            | Locatie in de gemeente |
| BU08560198    | Buitengebied Uden-West     | 670        | 801              | 798            | Locatie in de gemeente |
| BU08560199    | Buitengebied Maashorst     | 420        | 913              | 913            | Locatie in de gemeente |
| BU08560201    | Kom Volkel                 | 2260       | 85               | 85             | Locatie in de gemeente |
| BU08560298    | Vliegbasis Volkel          | 0          | 446              | 446            | Locatie in de gemeente |
| BU08560299    | Buitengebied-Volkel        | 1170       | 1127             | 1097           | Locatie in de gemeente |
| BU08560301    | Odiliapeel                 | 1390       | 54               | 54             | Locatie in de gemeente |
| BU08560399    | Buitengebied-Odiliapeel    | 590        | 1384             | 1383           | Locatie in de gemeente |